# 威拉德 (犹他州)
威拉德（英文：Willard），是美国犹他州博克斯埃尔德县下属的一座城市。建市于 1851年，面积大约为7.22平方英里（18.7平方公里），海拔约为4,350英尺（1,330米）。根据2010年美国人口普查，该市有人口1,772人。